# Georges Rol
Georges Rol (ur. 22 maja 1926 w Thiviers, zm. 13 kwietnia 2017 Angoulême) – francuski duchowny katolicki, biskup koadiutor Angoulême 1973-1975 i tamtejszy biskup diecezjalny 1975-1993.

## Życiorys
Święcenia kapłańskie otrzymał 28 lutego 1953.
27 lutego 1973 papież Paweł VI mianował go biskupem koadiutorem Angoulême ze stolicą tytularną Gabii. 1 maja tego samego roku z rąk biskupa Jeana-Baptiste Brunona przyjął sakrę biskupią. 1 lipca 1975 mianowany ordynariuszem w tej samej diecezji. 22 grudnia 1993 ze względu na wiek na ręce papieża Jana Pawła II złożył rezygnację z zajmowanej funkcji.
Zmarł 13 kwietnia 2017.